# Пациент «Икс»
«Пациент «Икс»» (англ. «Patient X») — 13-й эпизод 5-го сезона сериала
«Секретные материалы». Премьера
состоялась 1 марта 1998 года на телеканале FOX.
Эпизод позволяет более подробно раскрыть так называемую «мифологию сериала», заданную в пилотной серии
Режиссёр — Ким Мэннэрс, авторы сценария — Крис Картер и Фрэнк Спотниц, приглашённые звёзды — Николас Леа, Лори Холден,
Брайан Томпсон.
В США серия получила рейтинг домохозяйств Нильсена, равный 12,6, который означает, что в день
выхода серию посмотрели 20,21 миллиона человек.
Главные герои серии — Фокс Малдер (Дэвид Духовны) и Дана Скалли (Джиллиан Андерсон), агенты ФБР, расследующие сложно поддающиеся научному
объяснению преступления, называемые Секретными материалами.

## Сюжет
В Казахстане два подростка наблюдают, как НЛО исчезает за вершиной горы. Мальчики убегают в поисках родителей, но, как только они пробегают через лес, они попадают к горящим автомобилям. Кричащий человек, все тело которого объято пламенем, появляется из плотного дыма, повергая мальчиков в бегство. Один из них, Дмитрий, находит убежище в лесу. Следующим утром его обнаружил Крайчек вместе с российскими солдатами. С мальчиком в заключении, Крайчек и его люди приближается к Марите Коваррубиас, которая вместе с отрядом войск ООН прочесывает сожженный участок. Крайчек говорит Марите, что он знает, на кого она работает — и сообщает ее руководству, что у него есть свидетель (Дмитрий).
В это время в Соединенных Штатах Малдер принимает участие в лекционном форуме. Он не соглашается с мнениями, высказанными его оппонентами, о женщине, упомянутой как " Пациент X", которую похищали несколько раз, и которая ищет ответы о том, почему пришельцы находятся на Земле. Малдер утверждает, что нет никаких военных и инопланетных похищений. Он считает, что правительство развивает методы биологической войны и с целью сокрытия этого факта придумывает истории о "маленьких зеленых человечках". После обсуждения к Малдеру подходит доктор Вербер, человек, который провел ему сеанс регрессивного гипноза пятью годами ранее (тогда Малдер поверил, что его сестра была похищена). Вербер рассказывает ему, что он — доктор Пациента X. Он устраивает встречу между Малдером и женщиной, Кассандрой, полагая, что она изменит мнение Малдера. Кассандра полагает, что пришельцы находятся на Земле и посылают ей сообщения. Но она боится, что что-то пошло не так.
Крайчек извлекает информацию из Дмитрия, избивая его. По его приказу русский доктор заразил подростка инопланетным "черным маслом". Жидкость входит в тело Дмитрия через рот и нос. Ему зашивают глаза и рот и перевозят в США на российском грузовом судне.
Коваррубиас сообщает членам Синдиката о таинственном пожаре в Казахстане. Она полагает, что этот акт был нацелен на Синдикат, и рассказывает о Крайчеке и свидетеле. Крайчек звонит группе и предлагает сделку по обмену Дмитрия на всю исследовательскую информацию, имеющую отношение к вакцине против "черного масла".
В здании ФБР к Скалли подходит агент Спендер и представляется сыном Кассандры. Спендер сообщает Скалли, что его мать — очень неуравновешенная женщина. Позже Скалли рассказывает Малдеру об этой беседе. Она заинтригована еще больше, когда в медицинской карте Кассандры она обнаруживает записи о том, что Кассандра утверждает, будто была похищена на горе Скайленд, в том же самом месте, где Скалли была оставлена Дуэйном Бэрри. Документ также показывает, что у Кассандры есть имплантат, внедренный в основание шеи.
Малдер устраняется от поисков, соглашаясь с заключением Спендера. Но заинтригованная этими событиями Скалли посещает Кассандру в психиатрической больнице. Там в ней растет беспокойство, когда Кассандра рассказывает ей, что иногда ночью она просыпается с чувством, как если бы она должна быть где-нибудь, но не знает, как туда идти. Тем временем группа похищавшихся собирается на горе Скайленд. Один из них двигается вниз по горной дороге, он сталкивается с людьми без лиц, преследующими другого человека. Один из безликих людей касается металлической палкой спины бегущего человека, поджигая его. Позже Малдер и Скалли осматривают это место. Ситуация вынуждает Скалли принять позицию в объяснении этого дела, противоположную своему обычному скепсису, поскольку, несмотря на недостаток свидетельств, она полагает, что этот случай связан с ее похищением. Агенты встречаются с Кассандрой, которая предупреждает, что "они" должны быть остановлены. К агентам тогда приближается Спендер, который объясняет, что его мать была частью культа НЛО. В офисе Синдиката члены группы заключают, что последнее массовое сожжение нацелено на саботаж их работы. Тихий Вилли послан, чтобы разобраться с ситуацией. Тем временем Коварубиас встречается с Крайчеком на борту русского грузового судне, который пришвартован в гавани Нью-Йорке. Эти двое разделяют жадный поцелуй, выходит так, что они могут быть заодно. Когда Крайчек возвращается, Дмитрий исчез. Появляется Человек с Хорошо Ухоженными Ногтями, требуя сказать, куда ушел мальчик. После изучения улик Малдер заключает, что жертвы массового сожжения собрались на горе Скайленд после того включения правительством внедренных имплантантов. Но он не может объяснить, почему они были убиты. Их беседа прервана звонком от Коварубиас, которая сообщает Малдеру о подобном инциденте в бывшем Советском Союз и о единственном свидетеле, Дмитрии. Внезапно черное масло отделяется от Дмитрия, и Коварубиас бросает трубку. Скалли переносит нападение — мало чем отличающееся от одного описанного Кассандрой. Она отправляется к дамбе Ruskin, где уже собралась толпа людей, включая Кассандру, в компании Тихого Вилли, и Дмитрия, стежки, которые были на его глазах и рту порваны. Ярко освещенный корабль пролетает сверху над дамбой и исчезает за верхушками деревьев. Внезапно слышатся крики с противоположного края дамбы, где люди без лиц, владеющие оружием пришельцев, поджигают людей. Продолжение следует...